# Slag bij Sikayauvatish
De Slag bij Sikauyavatish vond plaats in 522 v.Chr. In dit gevecht greep Darius I de macht over het Achaemenidische rijk. Sikauyavatish, tegenwoordig: Ziwiye, was een fort aan de zuidelijke oever van het meer van Urmia in het noordwesten van Iran.
De aanleiding tot het gevecht was de dood van de Perzische koning der koningen (sjahansjah) Cambyses II. Toen Cambyses in Egypte was werd zijn broer Bardia, Grieks: Smerdis, die zijn zaken waarnam gedood door Gaumata. Deze deed zich voor als Bardia. Hierop haastte Cambyses zich terug naar Perzië, maar stierf voordat hij zijn thuisland bereikte. Dat het hierbij om zelfmoord ging is niet bewezen. Prins Darius verdreef hierop Gaumata naar het bergachtige gebied van de Meden en doodde hem na een gevecht bij Sikayauvatish. Hierna werd Darius zelf sjah van het Achaemenidische Rijk.
Er zijn historici, die menen dat de verhalen van Herodotos en Darius een legitimatie achteraf waren voor de machtsovername van Darius. In werkelijkheid zou zijn optreden een opstand tegen Bardia zijn geweest en was Gaumata nooit koning geworden. Darius kon op deze manier aannemelijk maken dat hij de troon niet had geroofd, maar er alleen voor had gezorgd, dat die weer terugkwam in het geslacht van de Achaemeniden. Van dat geslacht was hij maar een ondergeschikte prins.